# Борачко гробље у Јаловику
Борачко гробље у Јаловику, насељеном месту на територији општине Владимирци, формирано је одмах после Другог светског рата у коме су сахрањени борци НОБ-а.
Из села Јаловика је у борбама против окупатора погинуло око 60 бораца, па је црквена општина, на предлог тадашњег свештеника Синише Јовановића, одобрила и дала једно парче земље од црквене порте, за образовање борачког гробља. Гробље је ограђено бетонском оградом и у средишту је постављен бетонски споменик велеичине око пет метара са фигуром војника са пушком у руци. На споменику се налази спомен-плоча од вештачког камена са исписаним именима палих бораца. Споменик и ограду око гробља је радио мајстор Ђура Анчић из Шапца у јесен 1945. године.
У гробље је сахрањено један до другог у реду сви нађени и пренесени погинули борци села. Изнад сваког гроба су првобитно били постављени бетонски крстови, које су касније породице заменили споменицима које су сами постављали.
У сеоском Дому културе постоји и спомен-плоча са сликама и именима погинулих бораца.